# シャンパーニュ

シャンパーニュ（赤で塗られた地域）

18世紀のシャンパーニュを、現在の県で分割し色分けした図

シャンパーニュ （フランス語: Champagne）は、フランス王国北東部の県で、現在はその名を冠した発泡白ワインのシャンパーニュワイン産地としてよく知られている。中世初期のアウストラシア王国を祖先とするシャンパーニュ県は、1314年にフランス王家に譲渡された。
かつてシャンパーニュ伯爵家が支配していたその西端は、パリの東約160km（100マイル）に位置する。トロワ、ランス、エペルネーの各都市はこの地域の商業の中心地である。1956年、シャンパーニュ地方の大部分は、フランスのシャンパーニュ＝アルデンヌ地域圏の一部となり、4つの県から構成されている。アルデンヌ県、オーブ県、オートマルヌ県、マルヌ県の4県で構成されている。2016年1月1日より、シャンパーニュ＝アルデンヌ地域圏は隣接するアルザス地域圏、ロレーヌ地域圏と合併し、新たにグラン・テスト地域圏となった。

## 語源
シャンパーニュ（Champagne）の名称は、以前はChampaigneと表記されていたが、フランス語で「開けた国」（軍事作戦に適している）という意味と、ラテン語で「平地」または「平原」という意味のcampaniusに由来し、イタリアのカンパニア州の名称にも由来するものである。ルネッサンス期には、白亜の平地が続く広大な風景を表す言葉として使われていた。

## 歴史
フランス王国第3の町、プロヴァン近郊が統合され、宮中伯領となり1065年に成立した。すなわち、宮中伯領はメロヴィング朝時代のアウストラシア西部を解体して生じた伯領で、フランスの東部であった。シャンパーニュはシャンパーニュ＝アルデンヌ地域圏の中にあり、エーヌ県の南部、セーヌ＝エ＝マルヌ県の大半とブリーにも及ぶ。北側はリエージュ司教公領と境界を接するがジヴェは除外された。そのテロワールはワインのシャンパンにその名を与えている。
Champagne、同じ発音であるChampaigneは、中世後期に記される名前である。中世盛期に初めてラテン語名で記されたのはCampanensesそして、Champenoisであった。やがて拡張していくシャンパーニュ伯領とその自然区分上の地方は、当時は古代に生まれた6つの司教座に対応した。ラングル、サンス、トロワ、ランス、モー、シャロンである。
この州は、中世にシャンパーニュの大市のおかげで州の西側が主要な経済の中心地であった。シャンパーニュ伯の宮廷は洗練されており、その中の1人ティボー・ド・シャンパーニュ（ナバラ王テオバルド1世）は香料バラであるロサダマスケナの輸入をしていた。初期のフランス人作家クレティアン・ド・トロワは、宮廷文学を生み出し、方言を文化的な標準のレベルに引き上げた。1129年、シャンパーニュ伯はユダヤ人ラビ、ラシの保護者となっており、パラクレ大修道院は最も権威のある修道院（アルジャントゥイユのエロイーズが修道院長であったこともある）であった。そして最初の銀行ネットワークがテンプル騎士団のもとで営まれた。1284年、シャンパーニュ女伯であったナバラ王女フアナがフランス王子フィリップと結婚したことで、シャンパーニュはフランス王領に併合された。フランス王に戴冠させるランス司教は、重要な政治的役割を持っていた。